# Famili
Famili est un magazine parental bimestriel français créé en 1993 et édité par Avantages SAS appartenant au groupe Marie Claire. Famili est aujourd’hui un bimédia dans lequel le magazine papier et le site web famili.fr créé en 2001 s’associent, se complètent et se répondent.   
Dix numéros de Famili paraissent chaque année.

## Historique

### Création
En 1988, le Groupe Marie Claire et le groupe de presse anglais IPC s’associent pour créer l’édition anglaise du mensuel Marie Claire. Par ailleurs, le Groupe Marie Claire, alors dirigé par Evelyne Prouvost-Berry, petite fille du fondateur Jean Prouvost,  éditait en 1988 le magazine Avantages inspiré du magazine Essentials édité par IPC. 
Cinq ans plus tard, en 1993, le Groupe Marie Claire décide d’adapter au marché français le mensuel parental Pratical parenting créé par IPC en 1987 sous le titre de Famili.  Le Groupe Marie Claire, qui ne possédait plus de magazine parental depuis la vente du magazine Parents au groupe Hachette en 1976 – « une anomalie » selon Evelyne Prouvost-Berry - s’est donc relancé dans ce secteur, avec l’aide d’IPC seize ans plus tard, « l’anomalie » est réparée avec le lancement du magazine Famili.  
La première rédactrice en chef Josette Milgram donne le ton de Famili, le nouveau magazine « tendrement pratique des nouveaux parents ». En effet, le ton est complice, déculpabilisant, ses articles courts sont faciles à lire et s’inscrivent dans une maquette colorée et illustrée. 

## Développement
Le premier magazine, paru en mars 1993 et tiré à 365 000 exemplaires, est diffusé à 200 000 exemplaires. Le magazine s’adapte aux nouvelles conceptions de la famille et du couple des années 1990 (couple non-mariés, plus grande place du père auprès des bébés et des enfants). Durant les premières années, le magazine tente de cultiver une grande proximité avec ses lecteurs[non neutre] grâce à des opérations spéciales, des témoignages, etc. Famili devient rapidement[réf. nécessaire] le numéro 2 de la presse familiale, derrière le leader historique Parents, selon l’AEPM 94-95[Quoi ?]. 
En 1997, Josette Milgram quitte le magazine et cède sa place à Anne-Florence Schmitt (ex-France soir, ex-VSD et actuellement directrice du Figaro Madame) qui rapproche le magazine des femmes des années 1990 et les aide à concilier vie professionnelle et vie familiale. 
En septembre 1999, le 79e numéro publie une lettre de doléances adressée au Premier Ministre, Lionel Jospin, dans laquelle sont listées toutes les propositions de bon sens qui permettraient aux familles, aux mères, de concilier travail et enfants (augmenter les places de crèches, exonérer les emplois familiaux de toute charge, donner une solide formation aux assistantes maternelles, etc.). 
Anne-Florence Schmitt est remplacée en 2002 par Catherine Salès qui officiera en tant que rédactrice en chef jusqu’en 2005. Sa rédactrice en chef adjointe Pascale Pommier de Santi lui succédera et restera en poste jusqu’en décembre 2012, remplacée par Cédrine Meier. En 2006 et 2007, Famili sera élu « meilleur magazine de l'année », dans la catégorie « familial et de santé », par le Syndicat des éditeurs de la presse magazine[réf. nécessaire] ( SPMI).
En 2015, Famili fusionne avec Magicmaman.

## Contenu rédactionnel

### Ligne éditoriale
Selon son slogan, Famili est un magazine « pour les futures mères et les jeunes parents » ou encore un magazine « pour les superparents dans l’air du temps ».

### Contenu
Le magazine Famili s’adresse donc aux futures mères et aux jeunes parents. Il propose des conseils d’experts (médecins, psychologues) sur des sujets liés à la fertilité, la grossesse ou encore la petite enfance ; relate des expériences et autres témoignages de mamans et parents à propos de sexe, de grossesse, d’éducation, d’alimentation, de mode, de beauté et contient une offre d’articles sur des sujets d’actu, de société, de santé, de déco, d’écologie. Le magazine propose ainsi d’accompagner les parents dès le désir de concevoir jusqu’à l’entrée dans l’adolescence de l’enfant et de les aider à surmonter les difficultés qui jalonnent leur quotidien. Famili réalise également des enquêtes, des études (par exemple : le top des maternités en France dans le numéro de juin/juillet 2013), des actus people et des interviews de célébrités qui connaissent également la grossesse et les problèmes de jeunes parents, tout comme le lectorat du magazine et les internautes du site. 
Les parents trouvent dans Famili des réponses à leurs questions sur de nombreux sujets (de la manière de porter son bébé à la durée légale des congés parentaux), des avis rassurants par rapport à leurs craintes et angoisses de futurs ou jeunes pères et mères de famille et des conseils pour se sortir de situations qu’ils n’ont, pour la plupart, encore jamais connu. Famili propose aussi des bons plans shopping et vacances, des conseils lecture et cinéma mais également des jeux-concours, un horoscope spécial bébé, etc.

### Interactivité

#### « Familinautes »
Le bimédia Famili fait également participer ses lecteurs et internautes à la rédaction du magazine et du site web notamment en leur offrant, sur tous ses supports, un espace de partage d’opinions (forums) et de participation aux tests de produits (rubrique lecteurs-testeurs). 
Ces lecteurs et internautes actifs appelés « Familinautes » ont ainsi un espace communautaire qui leur est dédié et dans lequel il leur est possible de publier leurs articles, recettes, bons plans, faire-part de naissance, etc. et de réagir à ceux des autres « Familinautes ». 

#### Blogosphère
Famili s’associe également à de nombreux blogs – dont le nombre est en constante augmentation[réf. souhaitée] –  tenus par des parents et dont les sujets et la pertinence avec laquelle ils sont rédigés intéressent et séduisent la rédaction et les « familinautes ». Ces blogs se trouvent ainsi référencés sur le site famili.fr et gagnent en visibilité sur le net. Certains rédacteurs de ces blogs sont même régulièrement appelés à témoigner sur certains sujets dans des articles du magazine[réf. souhaitée]. Le lectorat et ses contributions ont, de fait, une influence sur le contenu rédactionnel du magazine et du site web.

#### Site web
Le site web famili.fr compte près d’1,5 million de visiteurs uniques par mois et environ 10 millions de pages vues. Certaines rubriques du magazine telle que ça buzze renvoyant directement au site famili.fr, et les plates-formes print et web étant complémentaires, la composition du lectorat et celle de l’ensemble des internautes sont sensiblement les mêmes. Néanmoins, le pourcentage de femmes consultant le site est moins important que pour le magazine, à savoir de 66,6 % de femmes.

## Rédaction actuelle
À la suite du départ en décembre 2012 de Pascale Pommier de Santi et depuis sa nomination en janvier 2013, la rédactrice en chef est Cédrine Meier. Ancienne journaliste au Monde.fr et ex-directrice de la communication de menus-bebes.fr, elle est également fondatrice de l’agence de rédaction de contenus éditoriaux Cedcom. 
À son arrivée, Cédrine Meier a pris la tête du regroupement des rédactions print et web – Famili 360° – orchestré par la direction du groupe Marie Claire. 
Ainsi, depuis l’arrivée de Cédrine Meier à la rédaction en chef, Famili est véritablement devenu un bimédia jouant sur l’interaction et la complémentarité entre son magazine et son site web. La création récente de l’application Famili sur l’Apple Store et sa présence active sur les réseaux sociaux montrent également le désir de la rédaction[non neutre] d’être présente sur tous les supports. La nouvelle rédaction en chef a également proposé une formule novatrice du magazine et une modernisation du site lors du premier semestre de l’année 2013.

## Lectorat
| Tirage en 2012 | Diffusion totale | Nombre de lecteurs |
| 200 520        | 109 674          | 1 353 000          |

Le magazine Famili compte 1,4 million de lecteurs dont 86,3 % sont des femmes. Les hommes, à qui la rubrique « papa » est consacrée, représentent 13,7% du lectorat. Famili séduit une population relativement jeune et en âge d’enfanter car 41 % de ses lecteurs ont entre 25 et 34 ans et 38 % ont entre 35 et 49 ans. Près du tiers fait partie d’un foyer de quatre personnes. Les lecteurs appartiennent pour 36 % d’entre eux aux catégories socioprofessionnelles supérieures. Par ailleurs, d’un point de vue géographique, 22,4 % des lecteurs vivent dans des communes rurales et les deux régions les plus « lectrices de Famili » sont l’Île-de-France (15,2 %) et la région Rhône-Alpes (9,2 %).
44 % de sa diffusion est assurée par les ventes au numéro et 17 % par les abonnements. 
Dix numéros de Famili paraissent chaque année : six numéros bimestriels et quatre numéros hors série.